# Titus Aufidius (Mediziner)
Titus Aufidius war ein in der zweiten Hälfte des 1. Jahrhunderts v. Chr. lebender griechischer Arzt, der aus Sizilien stammte.
Er war ein Schüler des Asklepiades von Bithynien. In der Forschung wird er als jener, vom spätantiken Arzt Caelius Aurelianus als Schüler des Asklepiades bezeichneten, Titus identifiziert, der ein Werk über die Seele (De anima) in mindestens zwei Büchern und ein weiteres über chronische Krankheiten (Tardae passiones) verfasste. Gegen Brustentzündungen wandte Aufidius zweimal täglich Frottierungen an – welche Behandlungsmethode Caelius Aurelianus ablehnte – und als Mittel gegen Geisteskrankheit empfahl er, den Kranken zu fesseln und zu geißeln, ferner Hunger und Durst auszusetzen, ihn andererseits aber auch mit Wein zu verköstigen und seinen Geschlechtstrieb zu befriedigen.